# Alergologija
Alergologija je veja medicine, ki se ukvarja s preučevanjem, zdravljenjem, preprečevanjem in lajšanjem raznih alergij in njihovih simptomov.
Zdravnik-specialist, ki deluje na tem področju, se imenuje alergolog.